# Espuri Mummi
Espuri Mummi (en llatí Spurius Mummius) va ser un militar i escriptor romà, germà de Luci Mummi Acàic, cònsol i conqueridor de Corint.
Va ser legat del seu germà a Corint els anys 146 aC i 145 aC. Era íntim amic d'Escipió Africà el Jove. Políticament era partidari dels aristòcrates. Va compondre epístoles satíriques i ètiques i descrivia les seves experiències a Corint en versos humorístics. Les seves composicions existien en temps de Ciceró i probablement eren escrites en l'estil que més tard va fer popular Horaci.